# Binette Schroeder
Pour les articles homonymes, voir Schroeder.
Binette Schroeder (née le 5 décembre 1939 à Hambourg et morte le 5 juillet 2022 à Gräfeling) est une peintre, auteure -illustratrice de littérature d'enfance et de jeunesse allemande. Son livre Fleur de Lupin lui vaut une reconnaissance internationale et est considéré comme un classique de la littérature pour enfants.

## Biographie

### Jeunesse et formation
Binette Schroeder est née à Hambourg le 5 décembre 1939. Elle passe les premières années de sa vie dans le nord de l'Allemagne. Puis, fuyant les dangers de la guerre, sa famille déménage  à Garmisch-Partenkirchen pour vivre avec les grands-parents maternels. Son grand-père lui procure de vieux livres pour enfants et d'art. « J'ai grandi à une époque si difficile, les contes de fées étaient un cadeau précieux. ».
Elle étudie la typographie à Munich et fait ensuite des études de peinture et de photographie à l'École de design de Bâle et de Munich. Elle s'installe en Suisse et travaille d'abord comme graphiste et photographe de portraits,.

### Livres de jeunesse
De retour en Allemagne, elle montre son travail à Dimitri Sidjanski des Editions NordSüd en 1968 qui devient un mentor important pour elle. NordSüd reste l'éditeur principal de Binette Schroeder durant toute sa carrière et publie la plupart de ses 20 livres illustrés. Fleur de Lupin (Lupinchen), publié en 1969, la fait connaitre et est couronné de plusieurs prix,,. Florian und Traktor Max est son deuxième livre chez NordSüd, suivi de Ratatam, die seltsame Geschichte einer kleinen Lok, écrit par son mari Peter Nickl. Binette Schroeder publie également Archibald und sein kleines Rot chez Eilermann Verlag et Lelebum chez Thienemanns Verlag.
Plusieurs de ses albums pour enfants sont reconnus comme des classiques, et elle reçoit plusieurs prix, dont deux récompenses internationales à la Biennale d'illustration de Bratislava, (Slovaquie).
Son dernier livre, Herr Grau und Frieda Fröhlich (2021), raconte l'histoire d'un couple qui tombe amoureux malgré ou précisément à cause de leurs différences. Par ce livre, elle veut montrer aux enfants que la tristesse et le bonheur vont de pair. « Quand tout est gris, le monde est ennuyeux, mais quand il n'y a que des couleurs, alors aussi. ».
Outre ses propres histoires, Binette Schroeder illustre celles de son mari, Peter Nickl, de Michael Ende et des contes classiques. Elle réinterprète le Prince grenouille (Der Froschkönig, 1989), comme l'évolution et l'émancipation d'une jeune femme. Plus tard, elle fait également appel à l'humour à la fois dans les récits et les illustrations.

#### Style
Binette Schroeder est peintre, elle travaille alternativement à la détrempe, à l'aquarelle, à l'aérographe sur papier. Son travail se caractérise par des couleurs lumineuses savamment nuancées, des dégradés de couleurs atmosphériques, des jeux d'ombre et de lumière, de motifs et des illustrations schématiques. Ses illustrations mettent en scène des mondes surréalistes et oniriques, peuplés de jouets poétiques. Elles sont conçues comme des espaces scéniques avec des décors d'architecture et de nature, assemblés pour créer une atmosphère magique et poétique. Au delà des seules illustrations, Binette Schroeder conçoit les livres comme une composition globale, considérant la reliure, les pages de garde et la typographie avec créativité et soin,,,.
Elle vit à Munich avec son mari Peter Nickl, auteur de livres pour enfants. En 2011, ils créent ensemble une fondation pour promouvoir l'art international de l'illustration, car l'éducation esthétique de ses enfants lui tient à cœur. « Faire une bonne illustration, c'est être en soi, se retrouver. [...] Je peins pour la petite fille d'avant qui est encore en moi. ». Elle collectionne les livres et jouets pour enfants et des poupées, qu'elle fabrique parfois elle-même.
Binette Schroeder meurt le 5 juillet 2022 à Gräfeling, à l'âge de 82 ans.
Elle laisse son héritage artistique en dépôt à la Bibliothèque internationale de la jeunesse. Il comprend diverses étapes de développement de ses œuvres, des brouillons, des croquis et des illustrations élaborées de ses livres. Ses livres sont traduits en 19 langues et publiés dans 22 pays.

## Quelques œuvres traduites en français

### Auteure et illustratrice
- Fleur de Lupin (Lupinchen, 1969), L'École des loisirs, 1970
- Florian et Tracteur Max (Florian und Traktor Max, 1971), L'Ecole des loisirs, 1972.
- Série Truffe (Tuffa Bücher), Albin Michel, 1983.
- Aurore (Laura, 1999), NordSud, 2008
- La toute petite bataille des chevaliers Sans-Peur & Sans-Soucis (Ritter Rüstig & Ritter Rostig, 2009), Anne-Judith Descombey (trad.), NordSud, 2009  (ISBN 978-3314219726)

### Illustratrice
- Peter Nickl, Michelle Nickly (Trad.), Ratatatam (Ra ta tam, 1973), L'École des loisirs, 1973 ; rééd. NordSud, 2004  (ISBN 978-3314215483)
- Peter Nickl, Crocodile, crocodile (Krokodil, Krokodil, 1975), L'Ecole des loisirs, 1976
- Marc Gallant, The Cow Book (The Cow Book, 1983), illustré par Marc Gallant, Wayne Anderson, Keleck, James Marsh, Braldt Bralds, Yōko Ochida, Michel Guiré-Vaka, B. G. Sharma, Lidia Postma, Bushiri Mruta Awazi, Jean-Christian Knaff, Luba Simansky, Binette Schroeder, Étienne Delessert, Martin Leman, Jocelyne Pache, Boris Vallejo, Claude Lapointe, Nicholas Price, Josef Paleček, Waldemar Świerzy, Ivan Generalić, Mark Hess, Alain Gauthier, Robert Giusti, et Robert Rodriguez, Alfred A. Knopf, 1983
- Frères Grimm, Le Prince grenouille (Der Froschkönig, 1989), NordSud, 1989 ; et rééd.

## Prix et distinctions
- Pomme d'Or 1971[10] à la Biennale d'illustration de Bratislava pour Lupinchen (Fleur-de-Lupin)
- Prix Loisir pour Fleur de Lupin[6]
- Médaille d'argent à la Foire du livre de Leipzig pour Fleur de Lupin[6]
- Plaque d'Or 1989[10] à la Biennale d'illustration de Bratislava pour ses illustrations de Der Froschkönig (Le Prince grenouille) (texte des frères Grimm)
- 1997 : Deutscher Jugendliteraturpreis, prix spécial pour l'ensemble de son travail[1]
- Prix Octogones 2000 pour l'ensemble de son œuvre
- Deutscher Jugendliteraturpreis 2004 : Grand Prix pour l'ensemble de son œuvre
- Ordre bavarois du Mérite 2012

## Expositions
Le travail artistique de Binette Schroeder est présenté dans des expositions personnelles en Allemagne, France, Italie, Namibie et plusieurs fois au Japon.
- depuis 2005, exposition permanente de ses œuvres complètes sur le toit de la Bibliothèque internationale de la jeunesse à Munich[2]
- 1998 : Bibliothèque municipale, Bobigny
- 2014 : Itami, City Museum of Art[5]